# Fritz Hessemer
Fritz Hessemer (* 5. November 1868 in Frankfurt am Main; † 1929 in München) war ein deutscher Architekt.

## Leben
Fritz Hessemer war seit der Jahrhundertwende hauptsächlich in München tätig, wo er mit Johannes von Schmidt ein Architekturbüro betrieb. Seit Hauptwerk umfasst Villen, Wohnhäuser und Fabrikgebäude im Stil der Neorenaissance und im Jugendstil vor allem in München, Linz und im Allgäu.

## Bauten und Entwürfe (Auswahl)

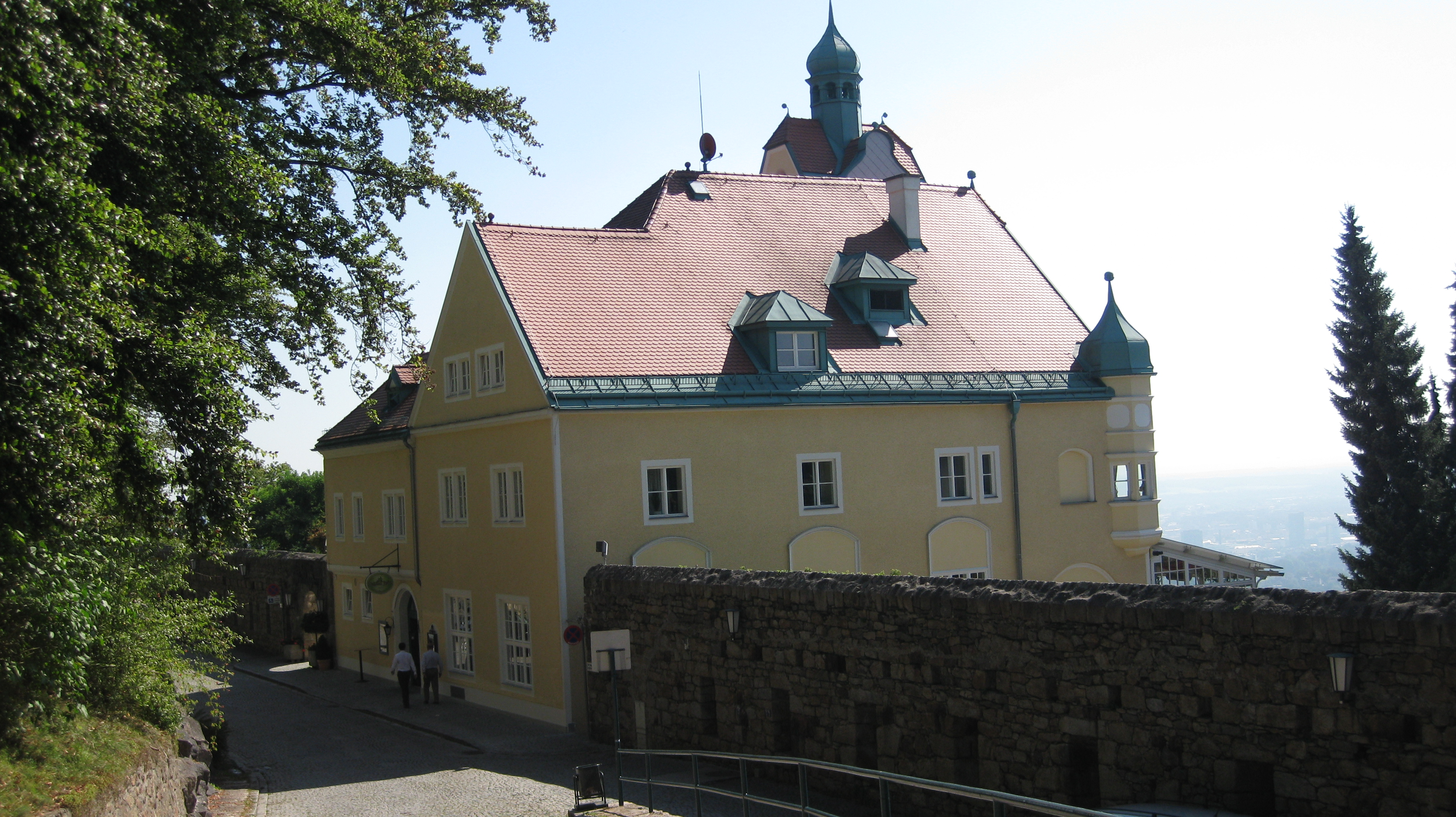
Pöstlingberghotel Linz

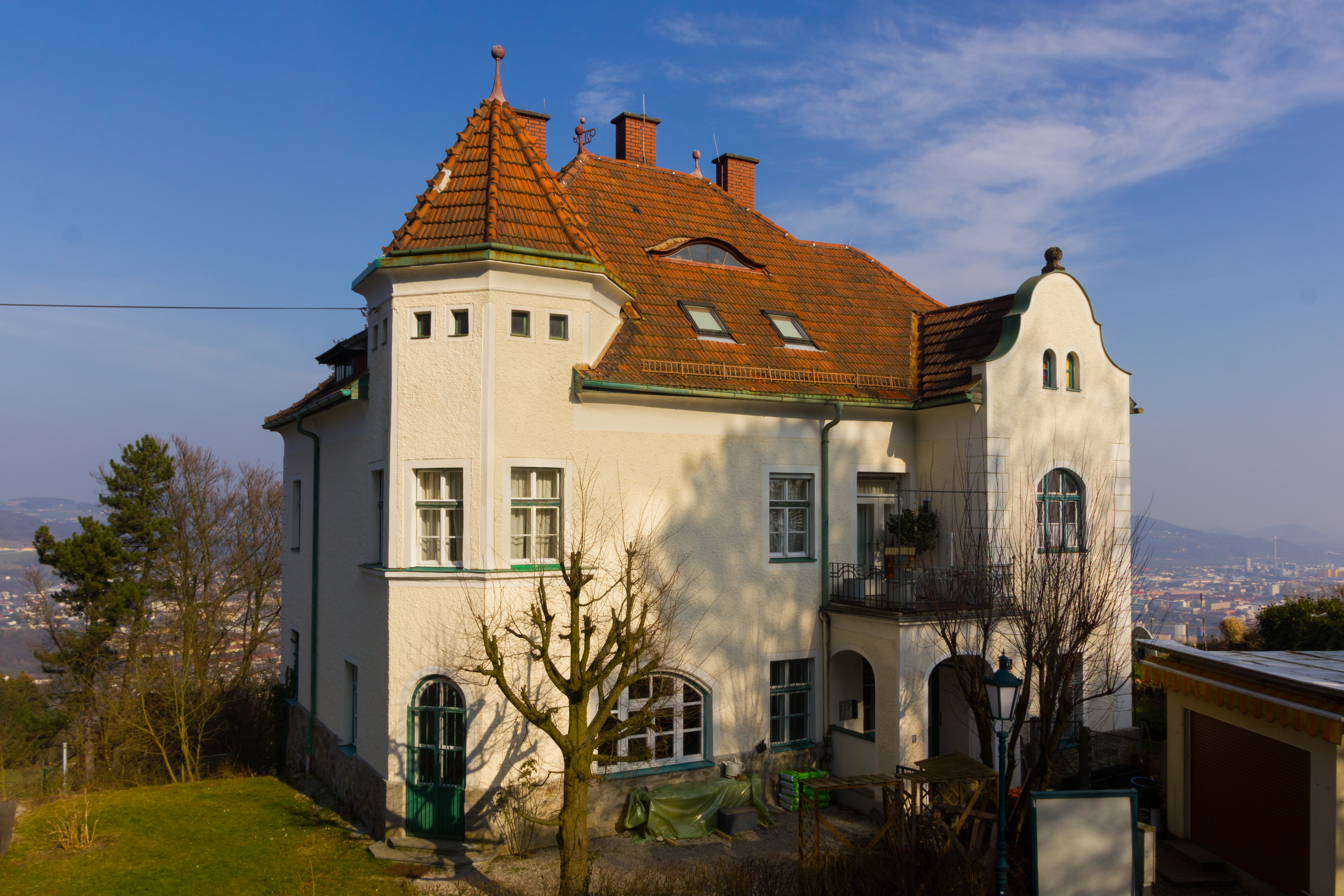
Villa Schöfdoppler-Casagrande, Linz-Pöstlingberg

- 1898: Pöstlingberghotel (mit Johannes von Schmidt), Am Pöstlingberg 14, Linz
- 1898: Umbau des Turms IV zum Bergbahnhof der Pöstlingbergbahn, Linz
- 1899: Mietshaus, Auenstraße 33 (mit Johannes von Schmidt), Isarvorstadt, München
- 1899: Doppelhausblock Wittelsbacherstraße 17, 18 (mit Johannes von Schmidt), Glockenbachviertel, München
- 1900: Mehrfamilienhaus Schleißheimer Straße 43, München
- 1901: Villa Schöfdoppler-Casagrande (mit Johannes von Schmidt), Am Pöstlingberg 11, Linz
- 1902: Jutastraße 13 (mit Johannes von Schmidt), Neuhausen, München
- 1905: Villa Haag, Hauberisserstraße 1 (mit Johannes von Schmidt), Kaufbeuren
- 1906: Wohnhaus, Katharinenstraße (mit Johannes von Schmidt), Landsberg am Lech
- 1907: Erweiterung Wasserturm (mit Johannes von Schmidt), Remscheid
- 1908: Kasino (mit Johannes von Schmidt), Bad Wörishofen
- 1909: Fabrikgebäude Untere Weidenstraße 5 (mit Johannes von Schmidt), Untergiesing, München
- 1910: Haupthaus (mit Johannes von Schmidt), in Kaufering, Scheuringer Straße 17
- 1911: Villa, Emil-Dittler-Straße 14 (mit Johannes von Schmidt), Solln, München
- 1912: Villa Schieggstraße 17 (mit Johannes von Schmidt), Solln, München
- 1915: Wohngebäude Herzog-Wilhelm-Straße 17, Altstadt, München
- 1922: Dachausbau Wohngebäude Steinsdorfstraße 10, Lehel, München